# 镇海之战 (1885年)
鎮海之戰，發生于中法戰爭末期，光緒十一年正月十五日（1885年3月1日），持續一個多月到4月10日。其中3月3日法國遠東艦隊的四艘砲艦在孤拔的指揮下進攻浙江鎮海，被守备吴杰（字吉人，外号大佬）在招寶山威远炮臺親自发炮號稱擊中孤拔的座艦貝亞德號的艦首主桅，使一根横木下坠，據鎮海守軍報稱當時在艦桥上指揮的孤拔被压成重伤，據法軍方面稱是断了两根桅索，孤拔于3日给海军部的电报稱无一伤亡。

## 背景

招宝山炮台上的火炮

1885年2月，法軍攻臺灣不下，改為海上封鎖臺灣（見條目「西仔反」）。孤拔率领艦隊攻打福州，清廷派总兵吴安康率南洋水师开济、南琛、南瑞、澄庆、驶远五艘兵舰前去救援。孤拔探知這股援軍前來，就驶到浙江大陈洋面与五舰相遇。因為馬尾海戰的影響，这五艘兵舰一见法艦就逃，澄庆、驭远两舰逃入浙江石浦港，2月11日被管带（艦长）下令自行炸沉（另一说驭远是被杆雷击沉，澄庆被驭远误击沉）；开济、南琛、南瑞三舰逃入浙江鎮海港。25日孤拔受命开始“大米封锁”-禁止粮船离开上海的巡海。 
浙江巡抚劉秉璋和宁绍台兵備道薛福成對進行了一年多的中法戰爭早有準備，此時已經把外国傳教士全部逮捕關進集中營統一看管，并出重金把熟悉甬江水道的外籍引水员雇傭下来，防止被法军聘用。 在官府宁波和戰場鎮海之间，當時还架设了电报线路四十华里可以通訊遙控。鎮海各路兵马统归提督歐陽利見指挥，由歐陽利見率親兵一千名、楚軍二千五百名防守南岸金雞山，并在那里增设天然、自然两座炮台；记名提督杨岐珍、宁波知府杜冠英率淮军二千五百名驻北岸招寶山要塞；守备吴杰统领南北两岸各炮台；记名总兵钱玉兴领浙西兵千人、淮军二千五百名駐守梅墟至育王岭一带，作为第二道防线；还有元凯、超武兩艦以及逃來的开济、南琛、南瑞三舰布防在甬江口；甬江口外布有水雷；甬江口里備有满载石块的旧船，随时可以沉船封江。

## 參戰艦艇
法軍

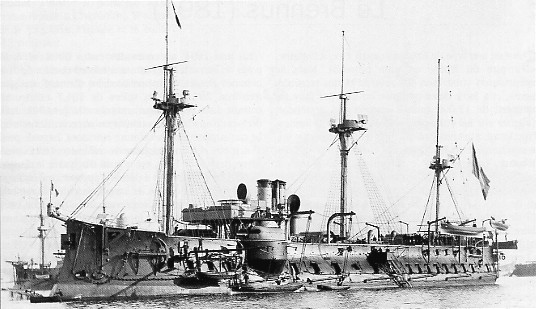
孤拔旗艦贝亚德号铁甲舰(5,915噸)
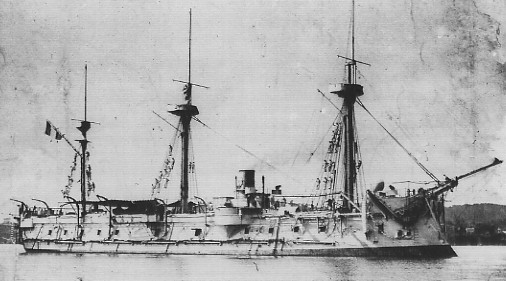
凱旋號鐵甲艦（英语：French ironclad Triomphante）(4,585噸)
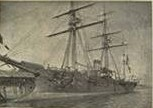
紐回利號巡洋艦（英语：Lapérouse-class cruiser）

清軍

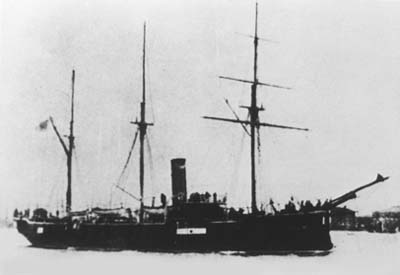
開濟號
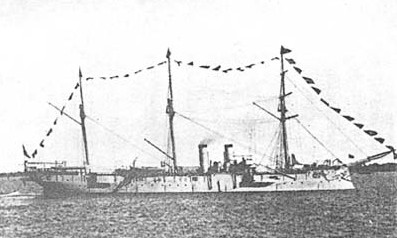
南琛號
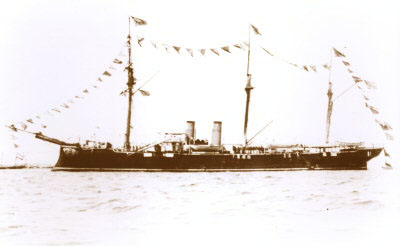
南瑞號

## 經過

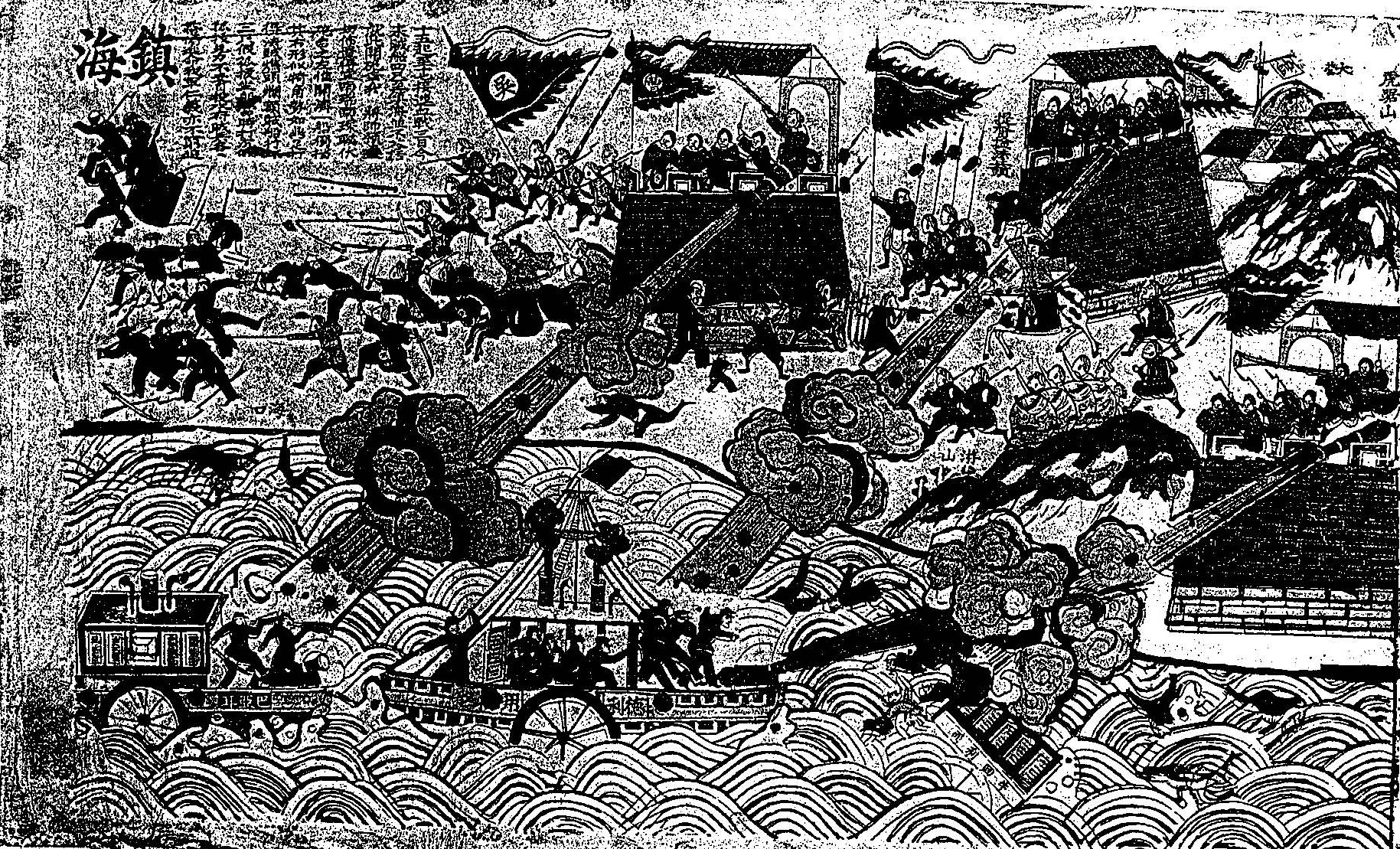
（左起）巴亞耳號（即贝亚德号）、德利用方號（即凱旋號裝甲巡洋艦）、牛回利號（即紐回利號）遭砲擊圖

招宝山炮台遗址

### 中方記載
3月1日，法舰贝亚德、纽回利（Nielly）、答纳克、凱旋和几艘武装轮船在離鎮海港外七里屿海面抛锚。孤拔乘一小轮船驶至游山附近的商轮江表号偵察，駐招寶山的中國守軍发现開火，孤拔忙逃回旗舰贝亚德號上。吴杰指挥南北两岸炮台開火，击中纽回利号的头桅和船尾。双方炮战五小时，法艦離去。 
3月2日，法艦又來，開炮轟擊招寶山和金雞山。提督歐陽利見遵命执行李鸿章提出的「不可先发，以静待之」的方针不下令还击。吴杰一再要求要和3月1日時一樣對轟，歐陽利見卻以軍法来压制他不允許還擊。
到了3月3日，吴杰感到無法忍受這種荒唐的命令，冒著被軍法處置的风险，親自进入北岸招寶山炮台瞄準法旗艦「贝亚德号」发炮。法艦由于一直沒有被清軍還擊，出于輕敵已經進入了招寶山炮台的有效射程，吴杰的這一炮击断了「贝亚德号」的舰首主桅的一根横木，據鎮海守軍報告，墜下的橫木正中在舰桥上指挥的孤拔，压成重伤。 法艦逃離戰場。
此后十多天平靜無事。3月14日，法艦又來，但因為不敢接近招寶山炮台岸邊，只是以火炮遠遠地遙射。一直如此僵持到4月9日，副将王立堂率敢死队偷偷地把新式后膛铜炮八门埋伏在南岸金雞山北角靠海突出部。4月10日凌晨，法艦依舊來襲，王立堂出其不意地开炮，有五发炮弹命中法艦。至此，法艦看到無法取得好處，離開鎮海，結束了此次戰役。

### 阿靈頓的說法
美國海軍軍官劉易斯·查爾斯·阿靈頓在南洋水師擔任外籍顧問，參與了此役。他說鎮海當局怕引起法國的進攻，不願意讓總兵吳安康的三艘巡洋艦在鎮海灣避難，要求他去別的地方，於是吳安康威脅要把他的船開到上游寧波，讓他們自己去對付法軍。當法國艦隊於2月28日出現在鎮海海面時，鎮海當局敦促吳安康揚揚出海，用他的7艘船攻擊法艦，但吳拒絕這樣做。當時中外海軍軍官都沒有人相信吳能打贏這場戰爭。

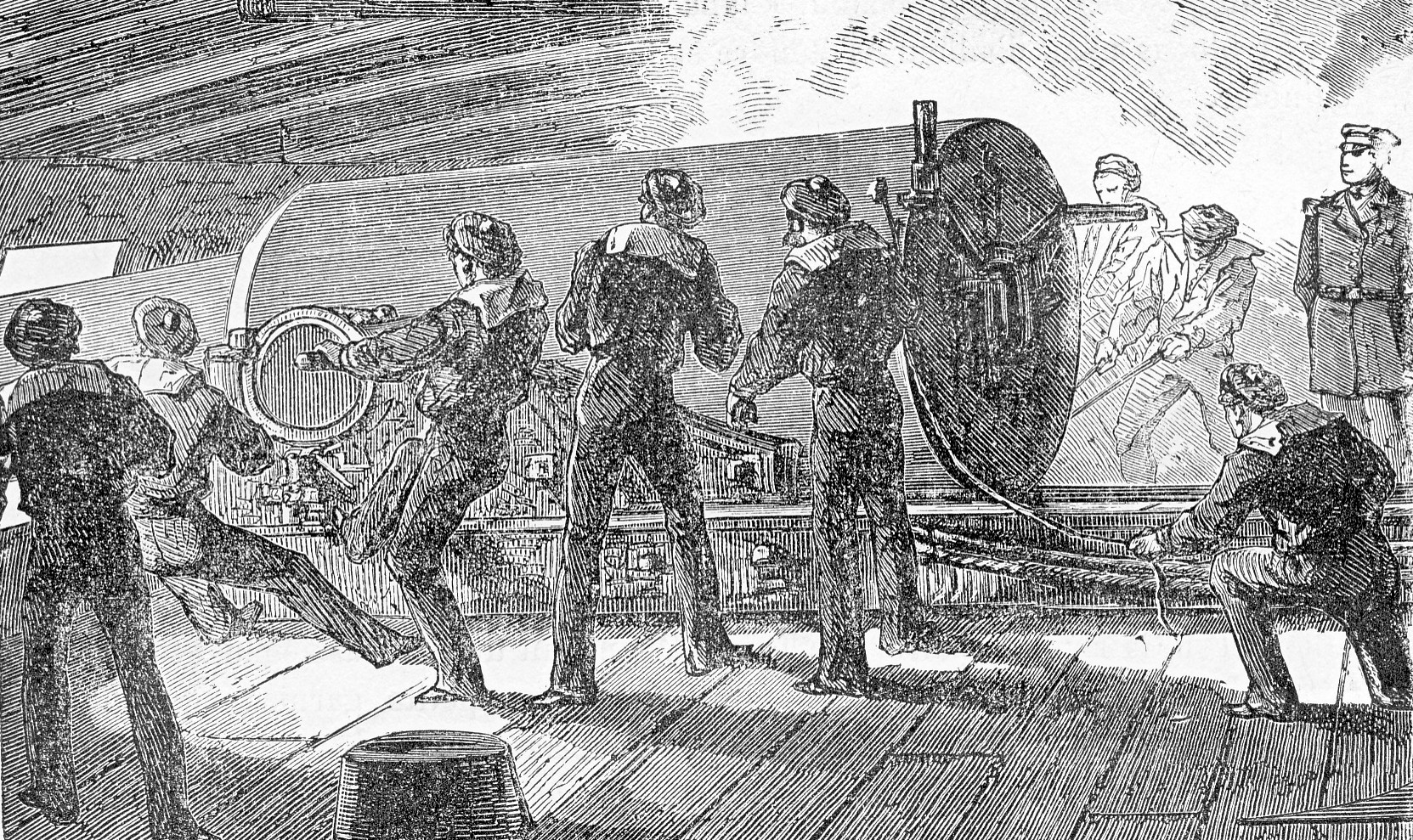
纽回利號還擊

根據阿靈頓的說法，3月1日時中國砲手不願向法國人開火，雙方砲戰是因為一位名叫傑金斯（Jerkins）的德國砲手在沒有接到命令的情形下向法艦開火引起的，紐回利號還擊，一砲擊中了開火的砲台，殺死了26名中國士兵，炸傷了30多人。雙方的砲戰升級，最後所有中國砲台和法艦都參戰。

## 影响
吴杰因為違反提督歐陽利見的軍令，開火重創「贝亚德」号后，不仅未受嘉奖，反而被歐陽利見扣押要以軍法從事。劉秉璋和薛福成等力保後，方才免罪待職。
民国二十五年（1936年），鎮海人在纪念吴杰诞辰百周年時集资建造了「吴公纪功碑亭」，記錄了這一歷史事件。
|  | 公姓吳氏，諱杰，字吉人。先世為安徽歙縣人，至公考始遷浙之龍游。公生十三歲而孤，貧甚。里中富室姜某見而奇之，曰：「非常兒也」。出資為葬父，使食於其家。及龍游陷寇，姜氏闔門殲焉！公手刃負其少子，馳三日夜而後免。當是時，左文襄公方督師援浙，公占名兵籍中，從攻克龍游，轉戰浙閩間，累功擢守備，賞孔雀翎，加都司銜，署常山千總。文襄移督陝甘，以公從。中道聞母病，遽請急歸。光緒甲申，中法交惡，浙海戒嚴。巡撫築炮蛟門，檄公領之。提督大軍軍江口，日夜翼成，講議持重。會法艦來窺，公發炮中之，逸。越兩日，敵艦隊大至，攻台，公還擊，殪其渠。提督初聞公與敵戰，大駭。己聞公卻敵，則又大恚，慚智勇出公下，乃以違約束責公對簿。而巡撫上公功，授參將。然猶庶他事造蜚語中傷，公罷去。寧紹台兵備道薛公福成方入進覲，訟言公冤。巡撫擢川督，亦檄公自隨。甲午中日釁啟，浙江巡撫復奏調公領鎮海炮台。命下，浙人皆相慶，曰：「還我吳公矣！」公始著績由龍游，而孤軍據台創法艦，功尤偉。至是大府絕重公，嘗統全浙水師、嘉湖水陸各營鎮防各軍：凡權總兵官者三，攝提督者一，十余年未嘗離浙，始終兼領炮台，故駐鎮海之日尤久，呴濡士卒與為一體，而紀律整肅，寬不長奸，猛不侮孱，兵民洽和，盜賊屏息，漁舟商舶出入島嶼，擢歌揚帆弛其戒心，盡一縣中沐浴威惠。公亦敬禮其士夫，附循其子弟，至相為婚姻，恩誼膠固。年七十有四卒，即葬縣東南黃梅堰，其子孫遂著籍為鎮海人。越二十有六年，歲在丙子（1936年），縣之縉紳父老相與言曰：歲月逝矣，惟公有勞於茲邑，日以遼邈，不有記述，後將何稱！愛具書其事來請刻辭，將礱石而樹之五達之衢，俾居游者覽觀，以永公之功，乃序而銘之。銘曰： 長鯨揚鰭馗鯷波 黑雲蔽空山峨峨 俯瞰霆擊摧其牙 屹立屏嶂功孰多 大纛五丈森矛戈 十載坐鎮潛蛟鼉 嬗代耆氓仍謳歌 服休無斁非私阿 貞石可蝕銘不磨 湘潭袁思亮撰，縣人俞佐廷書。 |

反对观点则认为，法方对镇海之战看得极轻，还不如石浦之战重要。而击伤孤拔之说，是经过了逐步的吹嘘战报和传闻升级加温，从压伤兵头-压伤将军迷禄-打伤孤拔的过程演化而来。

## 內部鏈接
- 孤拔
- 馬尾海戰
- 西仔反
- 鎮南關之役
- 镇海口海防遗址

## 外部連結
- 吴大佬炮打法舰[永久]
- 鎮海之戰地圖
- 镇海口海防历史纪念馆 （页面存档备份，存于）